# Musée néerlandais de Saba
Le Musée néerlandais de Saba est un musée situé à Windwardside, sur l'île de Saba dans les Pays-Bas caribéens.

## Collections[1]
Le musée conserve des antiquités néerlandaises uniques dans les Caraïbes, datées de 150 à 400 ans, et notamment :
- Carreaux néerlandais de 1625 à 1900 (> 150 pièces)
- Gravures sur cuivre dans des livres et des bibles antiques (1640-1777) (+ de 50 livres)
- Miniatures (1409-1520)
- Dentelle : dentelle à l'aiguille, dentelle aux fuseaux (1800-1920) (90 pièces)
- Porcelaine chinoise (1600-1775) (56 pièces)
- Porcelaine européenne (1650-1900) (133 pièces)
- Tapisseries persanes (tapis, sacs de chameaux, etc.) (1750-1880) (26 pièces)
- Mobilier (1500-1850) de style Gothique, Renaissance, Louis XVI, Empire, reine Anne
- Tableaux (1750-1900) (18 pièces)
- Miroirs (10 pièces)
- Pièces de monnaie (431 pièces)
- Étain (+ 25 pièces), cuivre (+ 40 pièces), etc.